# Pyura paessleri
Pyura paessleri är en sjöpungsart som först beskrevs av Wilhelm Michaelsen 1900.  Pyura paessleri ingår i släktet Pyura och familjen lädermantlade sjöpungar. Inga underarter finns listade i Catalogue of Life.